# París-Tours 1939
La París-Tours 1939 fue la 34ª edición de la clásica París-Tours. Se disputó el 7 de mayo de 1939 y el vencedor final fue el belga Frans Bonduel, que se impuso al sprint.  

## Clasificación general[3]
|    | Ciclista           | Equipo         | Tiempo    |
| -- | ------------------ | -------------- | --------- |
| 1  | Frans Bonduel      |                | 6h 19'46" |
| 2  | Lucien Storme      |                | m.t.      |
| 3  | Theo Pirmez        |                | m.t.      |
| 4  | Achiel Buysse      | Dilecta-Wolber | m.t.      |
| 5  | Sylvère Maes       |                | m.t.      |
| 6  | Félicien Vervaecke |                | m.t.      |
| 7  | Lucien Lauk        |                | m.t.      |
| 8  | Albertin Disseaux  |                | m.t.      |
| 9  | Albert Ritserveldt | De Dion        | m.t.      |
| 10 | Romain Maes        |                | m.t.      |